# Connect Link
「Connect Link」（コネクトリンク）は、石田燿子の20作目のシングル。2014年9月24日に日本コロムビアからリリースされた。

## 収録曲
1. Connect Link
OVA『ストライクウィッチーズ Operation Victory Arrow』オープニングテーマ
2. Shooting Star
3. Connect Link -Instrumental-
4. Shooting Star -Instrumental-